# Saint-Paul-sur-Isère
Pour les articles homonymes, voir Saint-Paul.
Saint-Paul-sur-Isère est une commune française située dans le département de la Savoie, en région Auvergne-Rhône-Alpes.

## Urbanisme

### Typologie
Au 1er janvier 2024, Saint-Paul-sur-Isère est catégorisée commune rurale à habitat dispersé, selon la nouvelle grille communale de densité à sept niveaux définie par l'Insee en 2022.
Elle est située hors unité urbaine. Par ailleurs la commune fait partie de l'aire d'attraction d'Albertville, dont elle est une commune de la couronne,. Cette aire, qui regroupe 30 communes, est catégorisée dans les aires de 50 000 à moins de 200 000 habitants,.

### Occupation des sols
L'occupation des sols de la commune, telle qu'elle ressort de la base de données européenne d’occupation biophysique des sols Corine Land Cover (CLC), est marquée par l'importance des forêts et milieux semi-naturels (94,1 % en 2018), en diminution par rapport à 1990 (94,9 %). La répartition détaillée en 2018 est la suivante : 
forêts (62,9 %), milieux à végétation arbustive et/ou herbacée (16,3 %), espaces ouverts, sans ou avec peu de végétation (14,8 %), zones urbanisées (2,7 %), zones agricoles hétérogènes (1,7 %), terres arables (1,1 %), zones industrielles ou commerciales et réseaux de communication (0,4 %).
L'IGN met par ailleurs à disposition un outil en ligne permettant de comparer l’évolution dans le temps de l’occupation des sols de la commune (ou de territoires à des échelles différentes). Plusieurs époques sont accessibles sous forme de cartes ou photos aériennes : la carte de Cassini (XVIIIe siècle), la carte d'état-major (1820-1866) et la période actuelle (1950 à aujourd'hui).

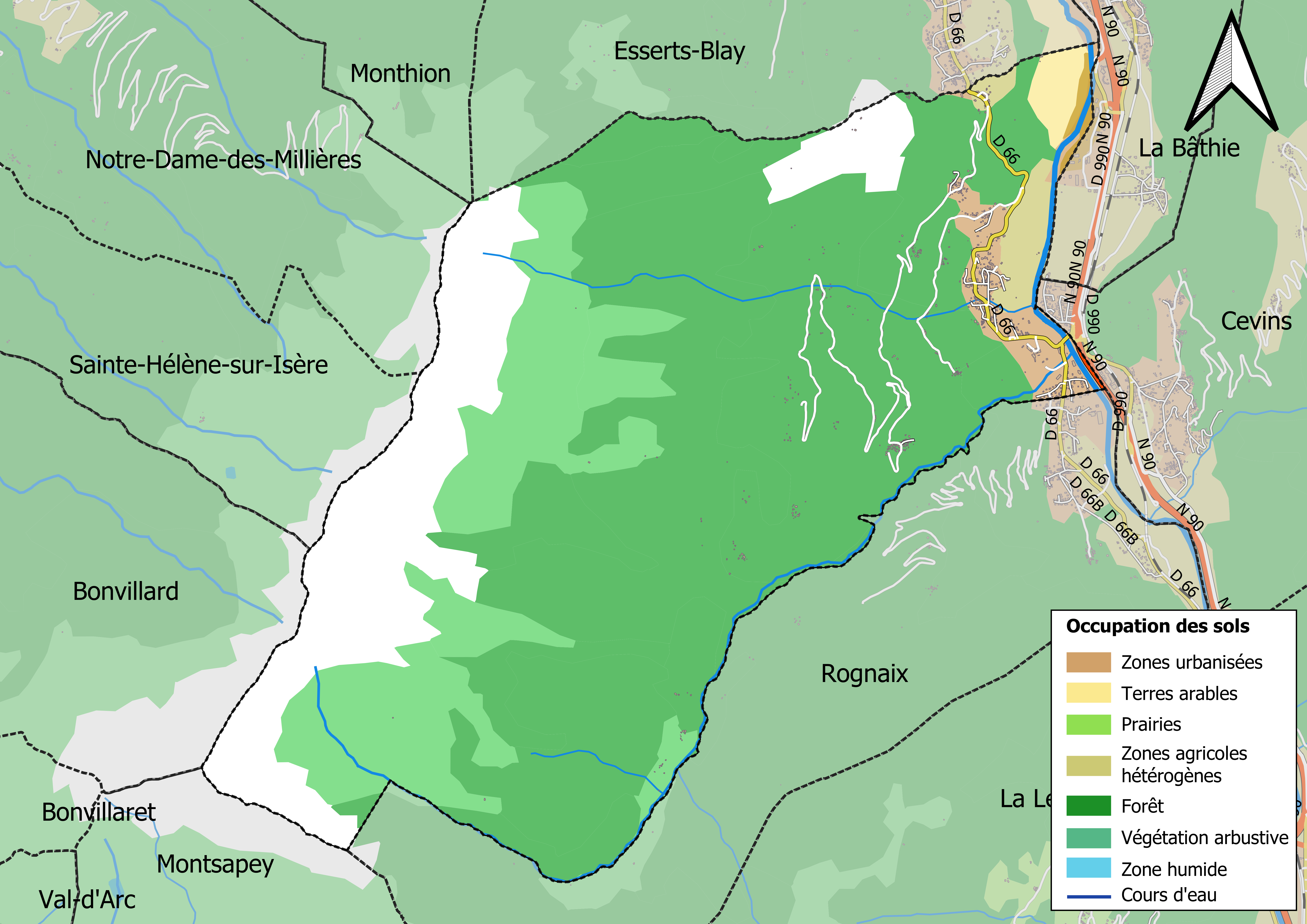
Carte des infrastructures et de l'occupation des sols en 2018 (CLC) de la commune.
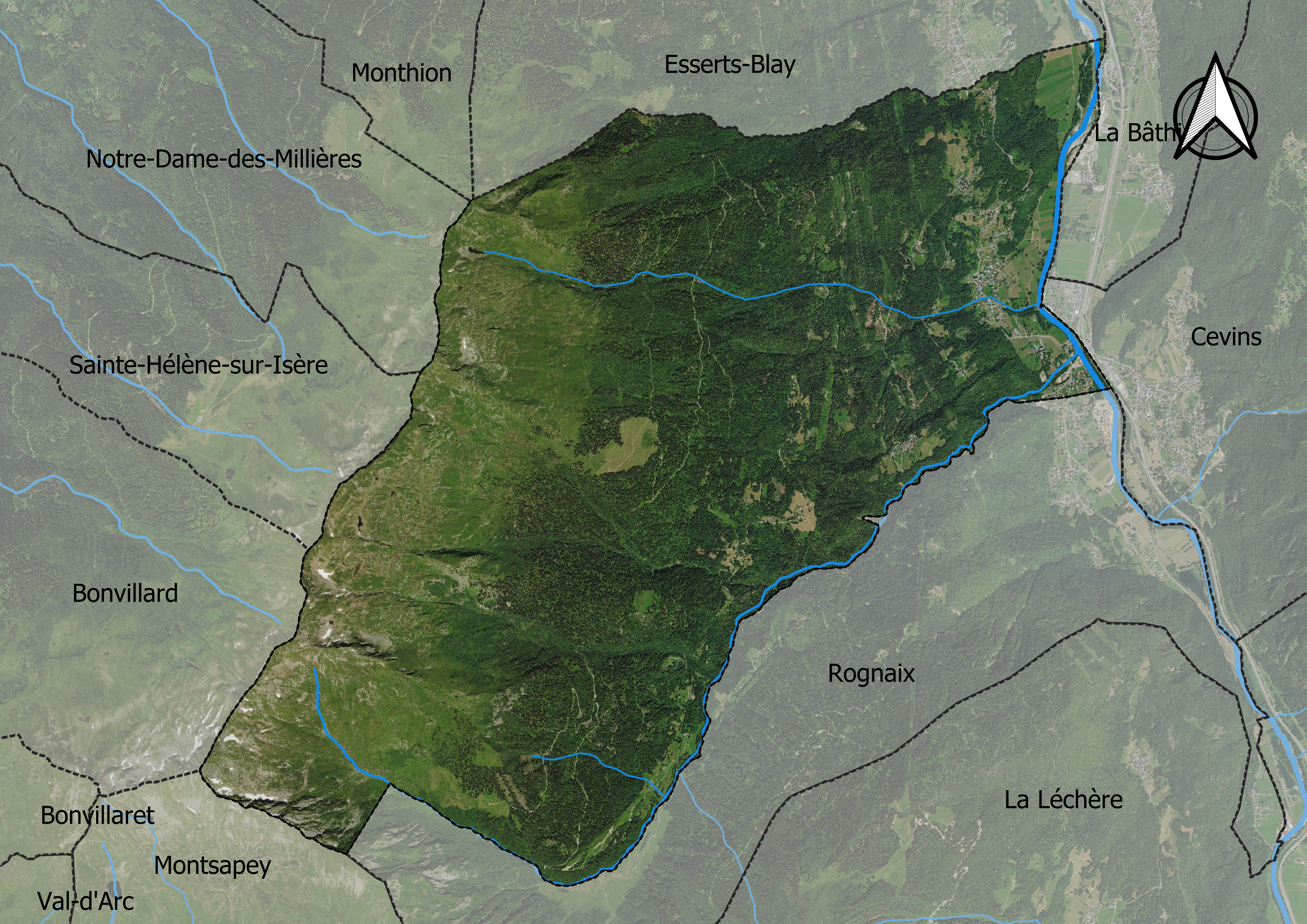
Carte orthophotogrammétrique de la commune.

## Toponymie
En francoprovençal, le nom de la commune s'écrit Sin Pou (graphie de Conflans) ou Sent-Pôl (ORB).

## Histoire
La seigneurie de Saint-Paul avait son siège au Villard de Saint-Paul et en son centre se dressait la maison forte du Villard. Elle fut dans la mouvance des familles d'Avalon, puis des Reydellet d’Avalon, jusqu’en 1763.

## Politique et administration
| Période                                  | Période    | Identité          | Étiquette | Qualité |
| ---------------------------------------- | ---------- | ----------------- | --------- | ------- |
| mars 2001                                | mars 2008  | Laurent Avrillier | ...       | ...     |
| mars 2008                                | avril 2014 | Denis Chenal      | ...       | ...     |
| avril 2014                               | En cours   | Patrick Michault  | ...       | ...     |
| Les données manquantes sont à compléter. |            |                   |           |         |

## Démographie
L'évolution du nombre d'habitants est connue à travers les recensements de la population effectués dans la commune depuis 1793. Pour les communes de moins de 10 000 habitants, une enquête de recensement portant sur toute la population est réalisée tous les cinq ans, les populations de référence des années intermédiaires étant quant à elles estimées par interpolation ou extrapolation. Pour la commune, le premier recensement exhaustif entrant dans le cadre du nouveau dispositif a été réalisé en 2008.

En 2022, la commune comptait 533 habitants, en évolution de +3,29 % par rapport à 2016 (Savoie : +3,63 %, France hors Mayotte : +2,11 %).
| 1793 | 1800 | 1806 | 1822 | 1838 | 1848 | 1858 | 1861 | 1866 |
| ---- | ---- | ---- | ---- | ---- | ---- | ---- | ---- | ---- |
| 555  | 432  | 587  | 730  | 742  | 771  | 683  | 670  | 658  |

| 1872 | 1876 | 1881 | 1886 | 1891 | 1896 | 1901 | 1906 | 1911 |
| ---- | ---- | ---- | ---- | ---- | ---- | ---- | ---- | ---- |
| 680  | 637  | 706  | 656  | 657  | 602  | 544  | 531  | 544  |

| 1921 | 1926 | 1931 | 1936 | 1946 | 1954 | 1962 | 1968 | 1975 |
| ---- | ---- | ---- | ---- | ---- | ---- | ---- | ---- | ---- |
| 529  | 589  | 560  | 523  | 538  | 542  | 419  | 444  | 384  |

| 1982 | 1990 | 1999 | 2006 | 2008 | 2013 | 2018 | 2022 | - |
| ---- | ---- | ---- | ---- | ---- | ---- | ---- | ---- | - |
| 389  | 428  | 442  | 498  | 514  | 523  | 531  | 533  | - |

## Culture locale et patrimoine

### Lieux et monuments
La maison forte du Villard est une ancienne maison forte, au Moyen Âge, centre de la seigneurie de Saint-Paul, située au hameau éponyme de Villard.
Église paroissiale dédiée à Saint-Hippolyte, construite en 1684.

### Personnalités liées à la commune
- Louis Dimier, historien et militant français mort à Saint-Paul-sur-Isère.